# Daux
Daux är en kommun i departementet Haute-Garonne i regionen Occitanien i södra Frankrike. Kommunen ligger i kantonen Grenade som tillhör arrondissementet Toulouse. År 2022 hade Daux 2 575 invånare.

## Befolkningsutveckling
Antalet invånare i kommunen Daux
Referens:INSEE

## Monument

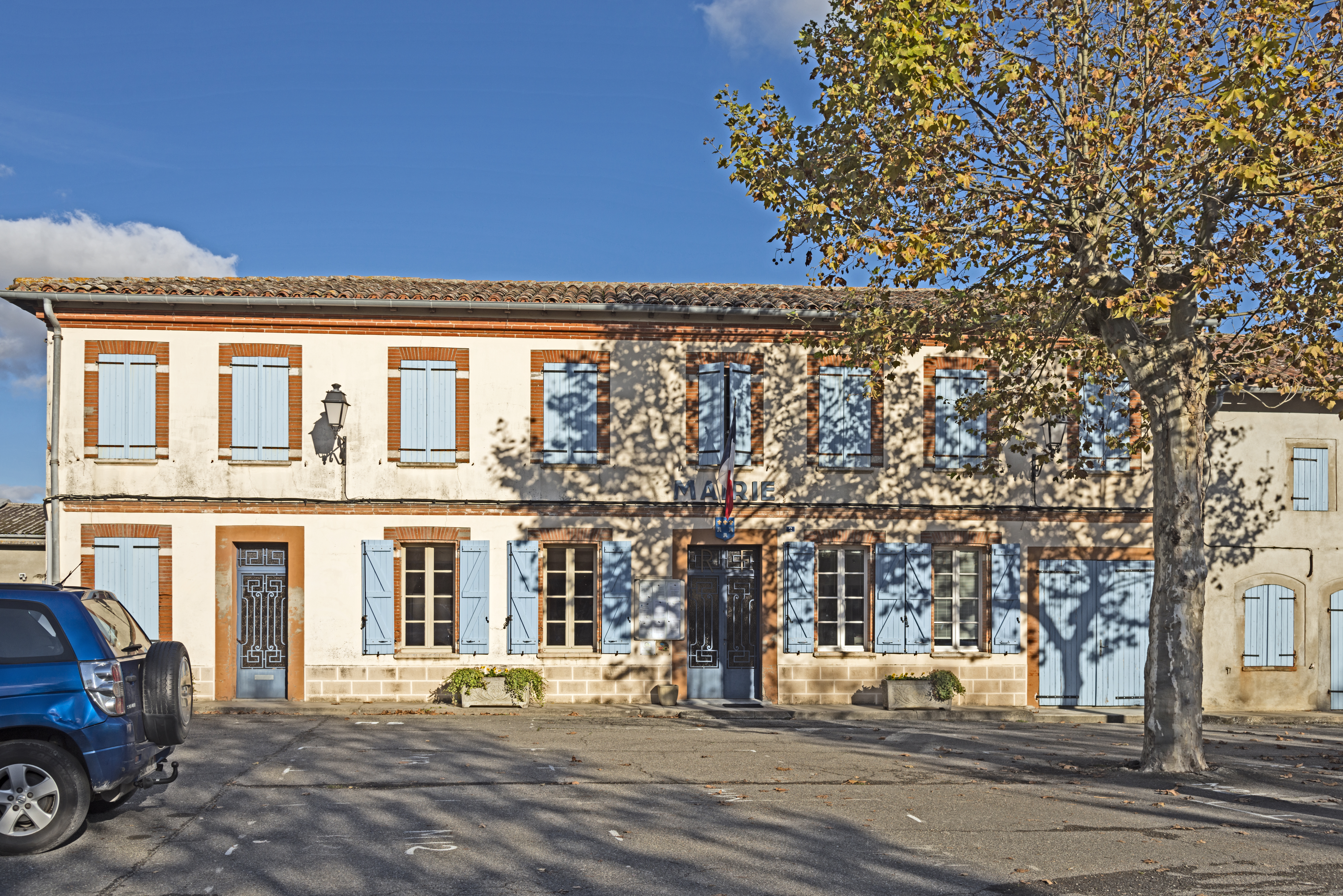
Stadshuset
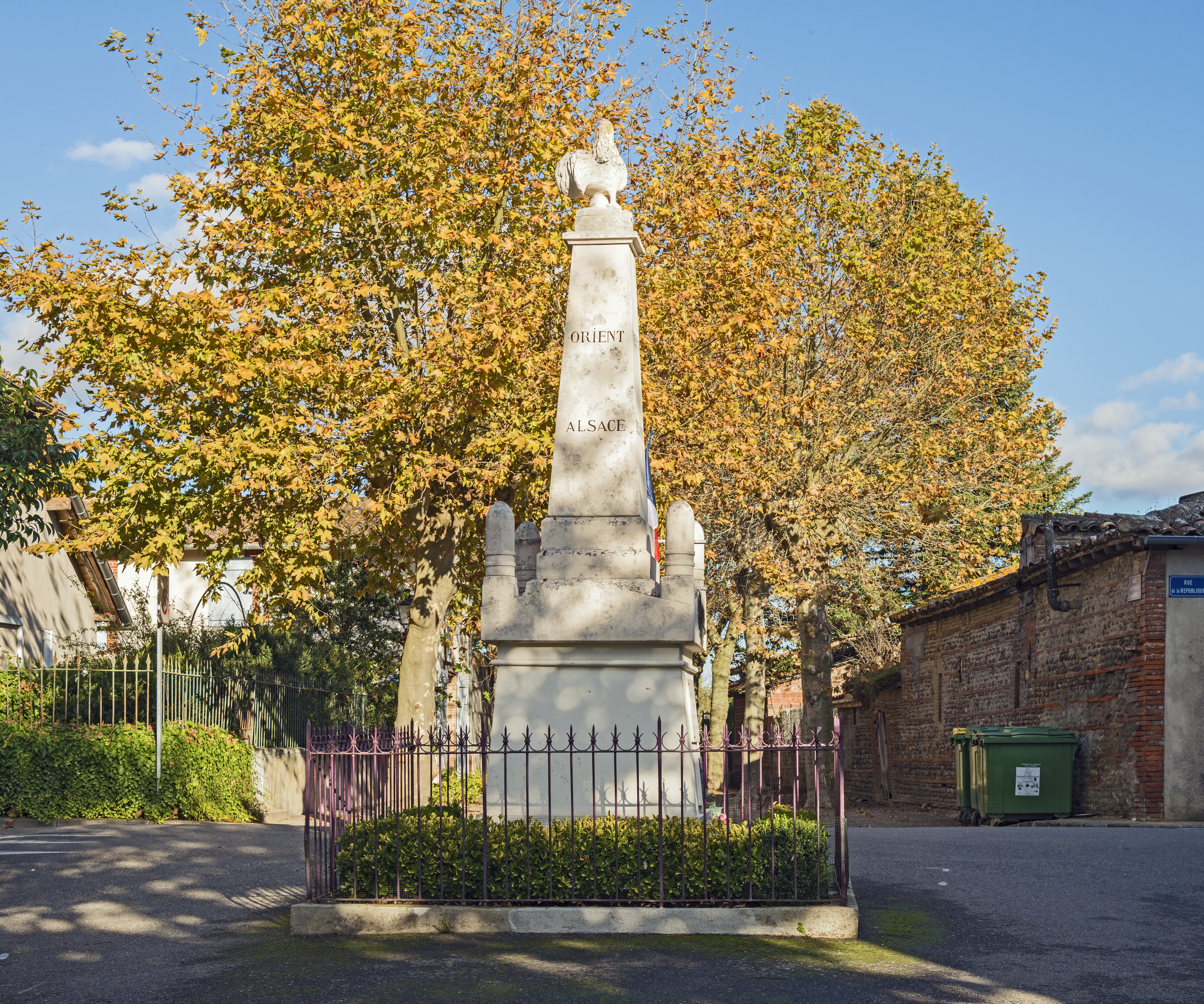
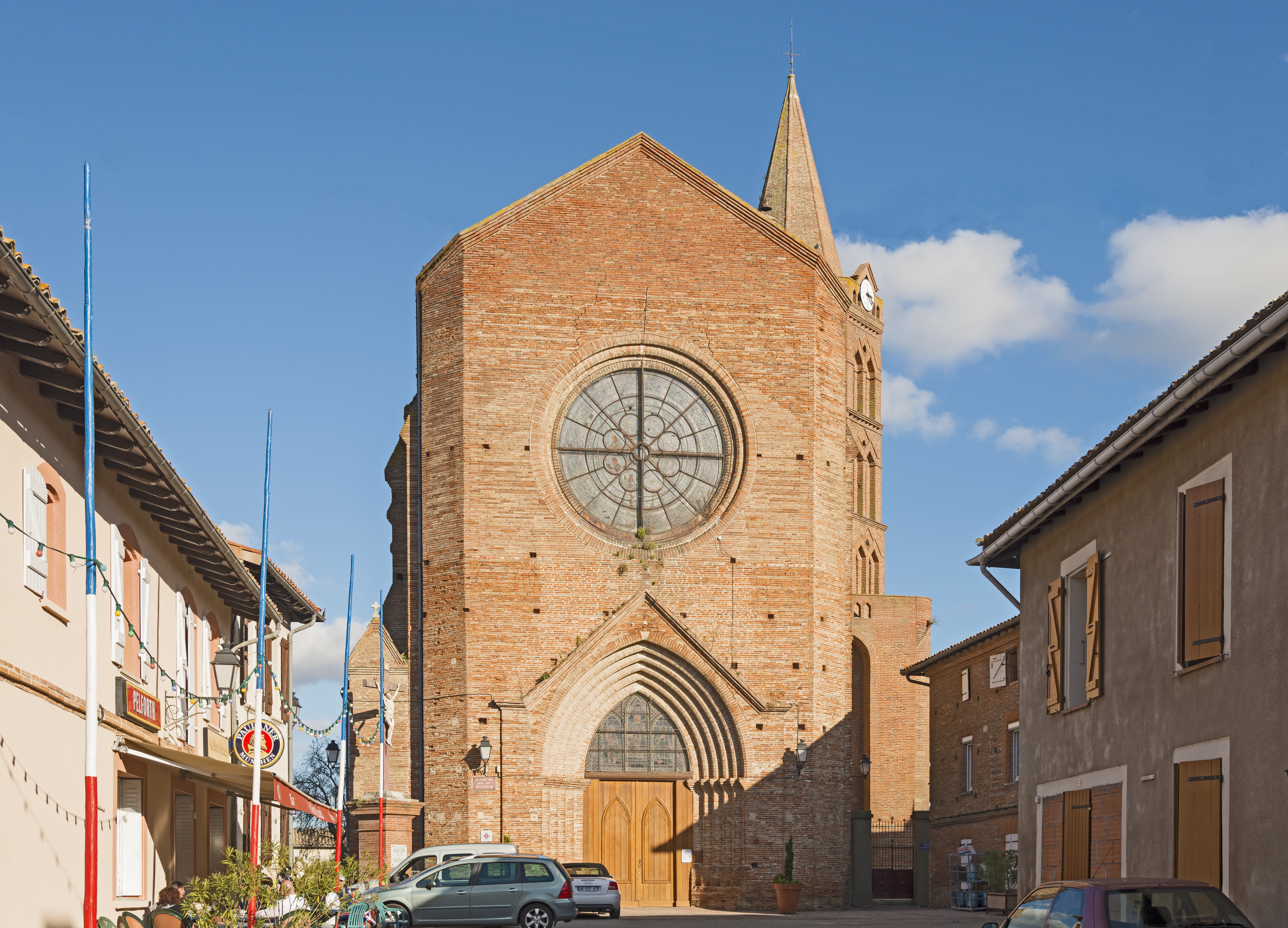
Kyrkan
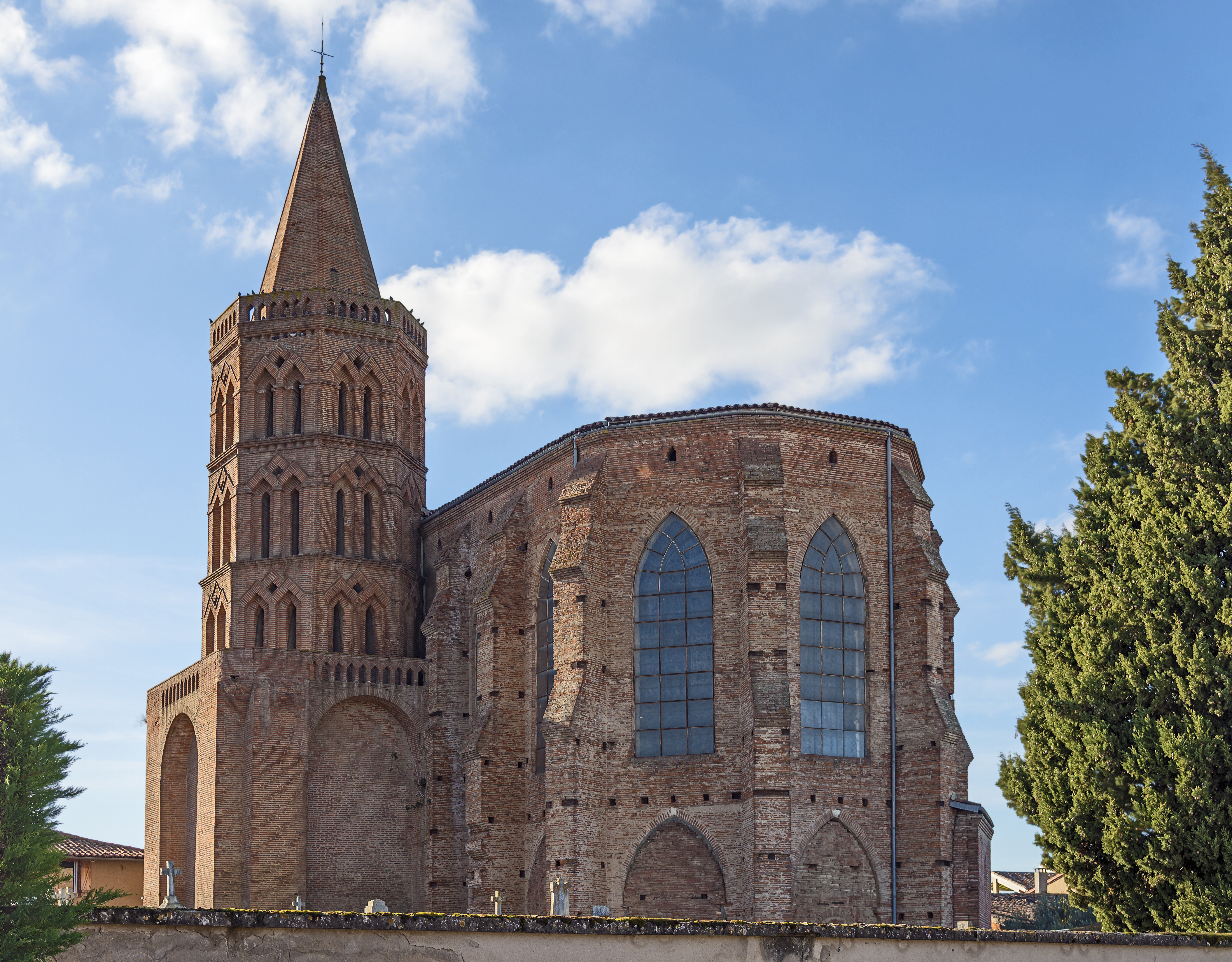
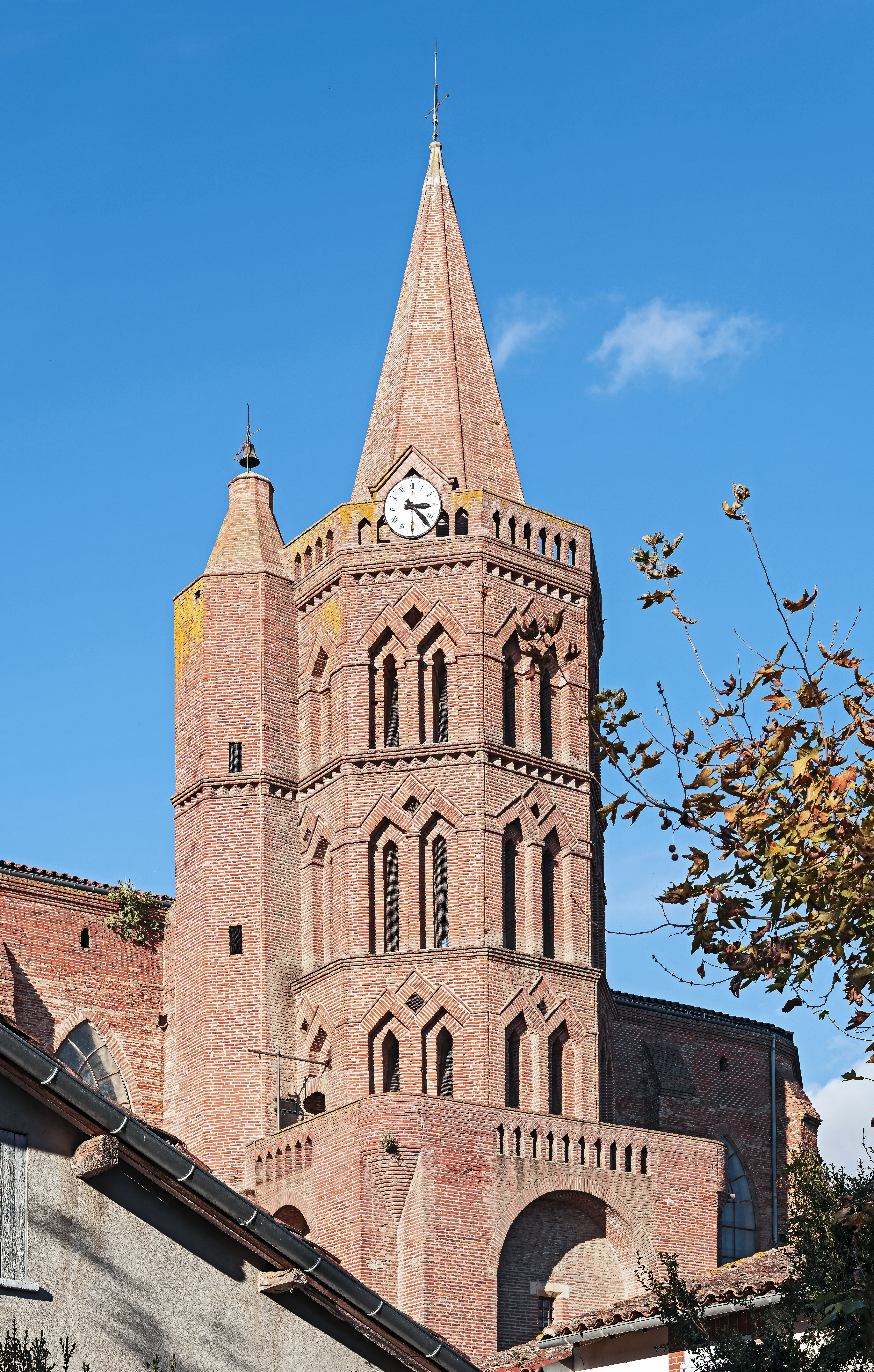